# 赤城博昭
赤城 博昭（あかぎ ひろあき、1970年 - ）は、は、日本の男性アニメーター、アニメ演出家、アニメ監督。福島県出身。
アニメーターとしてテレコム・アニメーションフィルムに入社し、動画・原画を手掛ける。フリーになった後はシンエイ動画、亜細亜堂、ぎゃろっぷの作品を中心に活躍し、2007年ごろから演出に転向する。
「亜加木 博秋」の名前でクレジットされることもある。

## 参加作品

### テレビアニメ
1993年
- 忍たま乱太郎（1993年 - 、絵コンテ・原画）

1995年
- ちびまる子ちゃん（1995年 - 、原画）
- バーチャファイター（1995年 - 1996年、原画）

1996年
- こちら葛飾区亀有公園前派出所（1996年 - 2004年、原画）

1998年-
- おじゃる丸（1998年 - 、絵コンテ・演出・作画監督・原画）

2002年
- あたしンち（2002年 - 2009年、原画）

2004年
- かいけつゾロリ（2004年 - 2005年、原画）

2005年
- アイシールド21（2005年 - 2008年、原画）

2006年
- くじびきアンバランス（原画・OP原画）

2007年
- レ・ミゼラブル 少女コゼット（演出）
- NARUTO -ナルト- 疾風伝（2007年 - 2017年、OP原画）

2009年
- 夢をかなえるゾウ（作画監督）
- GA 芸術科アートデザインクラス（演出）
- たまごっち!（2009年 - 2012年、絵コンテ）

2010年
- おおかみかくし（演出）
- ギャグマンガ日和＋（演出・作画）

2011年
- 猫神やおよろず（演出）

2012年
- おじゃる丸スペシャル 銀河がマロを呼んでいる〜ふたりのねがい星〜（原画）

2013年
- GJ部（演出）
- ヘタリア The Beautiful World（演出）
- DD北斗の拳（絵コンテ）
- ジュエルペット ハッピネス（2013年 - 2014年、絵コンテ・演出）
- ローゼンメイデン（演出）
- マギ The kingdom of magic（演出）

2014年
- 曇天に笑う（絵コンテ・演出）

2015年
- 神様はじめました◎（絵コンテ・演出）

2016年
- 坂本ですが?（演出）
- 宇宙パトロールルル子（演出）
- 信長の忍び（演出）
- 斉木楠雄のΨ難（絵コンテ）
- 終末のイゼッタ（ED絵コンテ・演出）

2017年
- ひなろじ〜from Luck & Logic〜（監督・絵コンテ・演出）

2018年
- からかい上手の高木さん（監督・絵コンテ・ED絵コンテ・演出）

2019年
- からかい上手の高木さん2（監督・絵コンテ）

2020年
- ガル学。〜聖ガールズスクエア学院〜（総監督）

2021年
- 戦闘員、派遣します!（監督・絵コンテ）
- ましろのおと（監督・絵コンテ）

2022年
- からかい上手の高木さん3（監督）
- カッコウの許嫁（総監督）

2023年
- 僕の心のヤバイやつ（2023年 - 2024年、監督、OP演出）

### 劇場アニメ
1992年
- 紅の豚（動画）

1995年
- ルパン三世 くたばれ!ノストラダムス（原画）

2003年
- ドラえもん のび太とふしぎ風使い（原画）

2005年
- クレヨンしんちゃん 伝説を呼ぶブリブリ 3分ポッキリ大進撃（原画）

2006年
- クレヨンしんちゃん 伝説を呼ぶ 踊れ!アミーゴ!（原画）

2008年
- クレヨンしんちゃん ちょー嵐を呼ぶ 金矛の勇者（原画）

2010年
- クレヨンしんちゃん 超時空!嵐を呼ぶオラの花嫁（原画）
- おまえうまそうだな（原画）

2012年
- 映画かいけつゾロリ だ・だ・だ・だいぼうけん!（原画）

2022年
- 劇場版 からかい上手の高木さん（監督・絵コンテ・演出）

2026年
- 劇場アニメ 僕の心のヤバイやつ（総監督）

### OVA
1991年
- おざなりダンジョン 風の塔（動画）

2010年
- ギャグマンガ日和+ DVD特典「聖徳太子ショート」（演出・作画）

2012年
- さんかれあ（演出）
- 金田一少年の事件簿20周年記念シリーズ（2012年 - 2013年、演出）